# San Miguel Enyege
San Miguel Enyege är en ort i Mexiko, tillhörande kommunen Ixtlahuaca i den västra delen av delstaten Mexiko. Orten hade 2 410 invånare vid folkräkningen 2010.